# Joy Fleming
Joy Fleming, właśc. Erna Raad, nazwisko ślubne Liebenow (ur. 15 listopada 1944 w Rockenhausen, zm. 27 września 2017 w Hilsbach) – niemiecka piosenkarka jazzowa, bluesowa, reprezentantka Niemiec w 20. Konkursie Piosenki Eurowizji w 1975 roku.

## Życiorys
W 1975 roku Fleming wystąpiła w barwach Niemiec podczas finału 20. Konkursu Piosenki Eurowizji, który odbył się 22 marca 1975 roku w Sztokholmie. Piosenkarka zaśpiewała utwór „Ein Lied kann eine Brücke sein”, który napisali Rainer Pietsch i Michael Holm. Zdobyła 15 punktów i uplasowała się na 17. miejscu spośród 19 reprezentantów.